# Symplocos salicifolia
Symplocos salicifolia är en tvåhjärtbladig växtart som beskrevs av August Heinrich Rudolf Grisebach. Symplocos salicifolia ingår i släktet Symplocos och familjen Symplocaceae. Inga underarter finns listade i Catalogue of Life.